# Azim Gheychisaz
14 sommets de plus de 8 000 mètres d'altitude
Azim Gheychisaz (en persan : عظیم قیچی‌ساز), né en 1981 à Tabriz (Iran), est un alpiniste iranien. Avec l'ascension du Lhotse, réalisée en 2017, il devient le premier alpiniste iranien à avoir gravi les 14 sommets de plus de 8 000 mètres.

## Ascensions
- 2002 : Pic Marble Wall (6 400 m).
- 2003 : Gasherbrum I (jusqu'à 7 800 m).
- 2004 : Pic de Diran (jusqu'à 5 500 m).
- 2004 : Spantik (7 027 m).
- 2005 : Everest (8 848 m).
- 2005 : Mont Ararat (5 137 m).
- 2006 : Nowshak (7 492 m).
- 2008 : Broad Peak (8 051 m).
- 2009 : Jengish Chokusu (7 439 m).
- 2010 : Dhaulagiri (8 167 m) (première ascension d'un iranien).
- 2010 : Nanga Parbat (8 126 m) (première ascension d'un iranien).
- 2011 : Kangchenjunga (8 586 m) (première ascension d'un iranien).
- 2011 : Gasherbrum II (8 035 m).
- 2011 : Gasherbrum I (8 080 m).
- 2012 : Annapurna (8 091 m) (première ascension d'un iranien).
- 2012 : K2 (8 610 m).
- 2012 : Manaslu (8 163 m).
- 2013 : Makalu (8 463 m) (première ascension d'un iranien).
- 2013 : Cho Oyu (8 188 m) (première ascension d'un iranien).
- 2014 : Shishapangma (8 027 m) (première ascension d'un iranien).
- 2016 : Everest (8 848 m) (deuxième ascension, sans oxygène).
- 2017 : Lhotse (8 516 m).